# Megumi Ogata
Megumi Ogata (japonsky 緒方恵美, Ogata Megumi; * 6. června, 1965 v Tokiu) je J-popová zpěvačka a hlasová herečka. Jako zpěvačka působí pod pseudonymem em:óu. Chodila na univerzitu Tókai, ale odešla z ní kvůli nedostatku zájmu. V roce 2004 se podruhé vdala. Megumi měří 168 cm[zdroj?] a má krevní skupinu B.

## Vybrané role
Významné role jsou zvýrazněny.
- Jú jú hakušo jako Kurama, Šúichi Minamino, Masaruova matka
- Cardcaptor Sakura (Jukito Cukiširo, Jue)
- Á Megami-sama jako Keiiči Morisato
- Sailor Moon jako Haruka Tenó, Sailor Uranus
- Naruto jako Cunade
- Neon Genesis Evangelion jako Šindži Ikari
- Bleach jako Tia Harribel
- Magic Knight Rayearth jako princezna Esmeraude, Eagle Vision
- Jú☆Gi☆Ó jako Júgi Mutó
- Kjúkecuki Miju jako Macukaze, Reiha